# جوان مالين
جوان مالين (بالإنجليزية: Joanne Malin)‏ هي مقدمة تلفزيونية بريطانية، ولدت في 22 مارس 1967 في Moseley ‏ في المملكة المتحدة.